# Campionat del Món de Futsal AMF 2007
El IX Campionat del Món de Futsal de l'Associació Mundial de Futsal es disputà entre el 31 d'agost i el 9 de setembre de 2007 en diverses ciutats de la província de Mendoza, a l'Argentina. Va ser organitzat per la Confederación Argentina de Fútbol de Salón (CAFS) sota els auspicis de l'Associació Mundial de Futsal (AMF) i va comptar amb la participació de 16 seleccions nacionals.
Les seus dels partits van ser Las Heras, Luján de Cuyo, Maipú, Junín, Godoy Cruz i San Rafael.

## Participants
| Grup A | Grup A    |
| ------ | --------- |
|        | Argentina |
|        | Uruguai   |
|        | Bèlgica   |
|        | Noruega   |

| Grup B | Grup B    |
| ------ | --------- |
|        | Paraguai  |
|        | Catalunya |
|        | Equador   |
|        | Xile      |

| Grup C | Grup C    |
| ------ | --------- |
|        | Colòmbia  |
|        | R. Txeca  |
|        | Veneçuela |
|        | Canadà    |

| Grup D | Grup D     |
| ------ | ---------- |
|        | Bolívia    |
|        | Rússia     |
|        | Perú       |
|        | Costa Rica |

## Fase Inicial
Llegenda
| Pts = Punts totals PJ = Partits jugats PG = Partits guanyats PE = Partits empatats PP = Partits perduts |  | GF = Gols a favor GC = Gols en contra DG = Diferència de gols (GF-GC) Ressaltat en verd = Equip classificat per a quarts de final. |  |  |

| GRUP A    | Pts | PJ | PG | PE | PP | GF | GC | DG |
| --------- | --- | -- | -- | -- | -- | -- | -- | -- |
| Argentina | 9   | 3  | 3  | 0  | 0  | 15 | 6  | +9 |
| Bèlgica   | 6   | 3  | 2  | 0  | 1  | 10 | 9  | +1 |
| Uruguai   | 3   | 3  | 1  | 0  | 2  | 11 | 14 | -3 |
| Noruega   | 0   | 3  | 0  | 0  | 3  | 9  | 16 | -7 |

| 1 de setembre de 2007 15:00                                 |     |                                         |                                        |
| Argentina                                                   | 6-2 | Noruega                                 | Poliesportiu Andes Talleres Godoy Cruz |
| Femenía (1') Chávez (10') () Banegas (15') Nuñez Mescolatti |     | Roberto Rojas (28') Ivan Olivares (29') | Poliesportiu Andes Talleres Godoy Cruz |

| 1 de setembre de 2007 18:00 |     |         |                                         |
| Bèlgica                     | 4-3 | Uruguai | Poliesportiu Vicente Polimeni Las Heras |
|                             |     |         | Poliesportiu Vicente Polimeni Las Heras |

| 2 de setembre de 2007 15:00 |     |         |                                        |
| Argentina                   | 7-3 | Uruguai | Poliesportiu Andes Talleres Godoy Cruz |
|                             |     |         | Poliesportiu Andes Talleres Godoy Cruz |

| 2 de setembre de 2007 20:00     |     |         |                                         |
| Bèlgica                         | 5-4 | Noruega | Poliesportiu Vicente Polimeni Las Heras |
| El Hafid(2) Hoste Deleu Beaudot |     |         | Poliesportiu Vicente Polimeni Las Heras |

| 3 de setembre de 2007 20:00 |     |         |                               |
| Uruguai                     | 5-3 | Noruega | Poliesportiu La Colonia Junín |
|                             |     |         | Poliesportiu La Colonia Junín |

| 3 de setembre de 2007 21:30 |     |         |                                        |
| Argentina                   | 2-1 | Bèlgica | Poliesportiu Andes Talleres Godoy Cruz |
|                             |     |         | Poliesportiu Andes Talleres Godoy Cruz |

| GRUP B    | Pts | PJ | PG | PE | PP | GF | GC | DG  |
| --------- | --- | -- | -- | -- | -- | -- | -- | --- |
| Paraguai  | 9   | 3  | 3  | 0  | 0  | 41 | 8  | +33 |
| Equador   | 6   | 3  | 2  | 0  | 1  | 20 | 25 | -5  |
| Catalunya | 1   | 3  | 0  | 1  | 2  | 10 | 18 | -8  |
| Xile      | 1   | 3  | 0  | 1  | 2  | 14 | 34 | -20 |

| 1 de setembre de 2007 18:00 |      |      |                                     |
| Paraguai                    | 18-1 | Xile | Poliesportiu Juan D. Ribosqui Maipú |
|                             |      |      | Poliesportiu Juan D. Ribosqui Maipú |

| 1 de setembre de 2007 20:00 |     |                                                  |                                     |
| Catalunya                   | 2-5 | Equador                                          | Poliesportiu Juan D. Ribosqui Maipú |
| Matamoros(3') Vargas(9')    |     | F. Parrales (1')(28') L. Parrales(21')(31')(39') | Poliesportiu Juan D. Ribosqui Maipú |

| 2 de setembre de 2007 18:00 |      |         |                                         |
| Paraguai                    | 17-6 | Equador | Poliesportiu Vicente Polimeni Las Heras |
|                             |      |         | Poliesportiu Vicente Polimeni Las Heras |

| 2 de setembre de 2007 18:00 |     |      |                                     |
| Catalunya                   | 7-7 | Xile | Poliesportiu Juan D. Ribosqui Maipú |
|                             |     |      | Poliesportiu Juan D. Ribosqui Maipú |

| 3 de setembre de 2007 17:00 |     |      |                                     |
| Equador                     | 9-6 | Xile | Poliesportiu Juan D. Ribosqui Maipú |
|                             |     |      | Poliesportiu Juan D. Ribosqui Maipú |

| 3 de setembre de 2007 17:00 |     |           |                                              |
| Paraguai                    | 6-1 | Catalunya | Poliesportiu Hipólito Irigoyen Luján de Cuyo |
|                             |     | Nieto     | Poliesportiu Hipólito Irigoyen Luján de Cuyo |

| GRUP C    | Pts | PJ | PG | PE | PP | GF | GC | DG  |
| --------- | --- | -- | -- | -- | -- | -- | -- | --- |
| Colòmbia  | 9   | 3  | 3  | 0  | 0  | 24 | 5  | +19 |
| R. Txeca  | 6   | 3  | 2  | 0  | 1  | 4  | 12 | -8  |
| Canadà    | 3   | 3  | 1  | 0  | 2  | 9  | 13 | -4  |
| Veneçuela | 0   | 3  | 0  | 0  | 3  | 9  | 16 | -7  |

| 1 de setembre de 2007 18:00 |     |        |                                              |
| Colòmbia                    | 5-1 | Canadà | Poliesportiu Hipólito Irigoyen Luján de Cuyo |
|                             |     |        | Poliesportiu Hipólito Irigoyen Luján de Cuyo |

| 1 de setembre de 2007 20:00 |     |           |                               |
| República Txeca             | 1-0 | Veneçuela | Poliesportiu La Colonia Junín |
| Goj(5')                     |     |           | Poliesportiu La Colonia Junín |

| 2 de setembre de 2007 17:00 |     |           |                                              |
| Colòmbia                    | 9-4 | Veneçuela | Poliesportiu Hipólito Irigoyen Luján de Cuyo |
|                             |     |           | Poliesportiu Hipólito Irigoyen Luján de Cuyo |

| 2 de setembre de 2007 20:00 |     |        |                                     |
| República Txeca             | 3-2 | Canadà | Poliesportiu Juan D. Ribosqui Maipú |
|                             |     |        | Poliesportiu Juan D. Ribosqui Maipú |

| 3 de setembre de 2007 15:30 |      |          |                                        |
| República Txeca             | 0-10 | Colòmbia | Poliesportiu Andes Talleres Godoy Cruz |
|                             |      |          | Poliesportiu Andes Talleres Godoy Cruz |

| 3 de setembre de 2007 15:30 |     |           |                                     |
| Canadà                      | 6-5 | Veneçuela | Poliesportiu Juan D. Ribosqui Maipú |
|                             |     |           | Poliesportiu Juan D. Ribosqui Maipú |

| GRUP D     | Pts | PJ | PG | PE | PP | GF | GC | DG |
| ---------- | --- | -- | -- | -- | -- | -- | -- | -- |
| Perú       | 6   | 3  | 2  | 0  | 1  | 13 | 10 | +3 |
| Bolívia    | 6   | 3  | 2  | 0  | 1  | 13 | 11 | +2 |
| Rússia     | 3   | 3  | 1  | 0  | 2  | 13 | 15 | -2 |
| Costa Rica | 3   | 3  | 1  | 0  | 2  | 13 | 16 | -3 |

| 31 d'agost de 2007 22:00 |     |      |                               |
| Rússia                   | 5-8 | Perú | Poliesportiu La Colonia Junín |
|                          |     |      | Poliesportiu La Colonia Junín |

| 1 de setembre de 2007 20:00 |     |            |                                              |
| Bolívia                     | 8-6 | Costa Rica | Poliesportiu Hipólito Irigoyen Luján de Cuyo |
|                             |     |            | Poliesportiu Hipólito Irigoyen Luján de Cuyo |

| 2 de setembre de 2007 15:00 |     |      |                                              |
| Bolívia                     | 1-2 | Perú | Poliesportiu Hipólito Irigoyen Luján de Cuyo |
|                             |     |      | Poliesportiu Hipólito Irigoyen Luján de Cuyo |

| 2 de setembre de 2007 20:00 |     |            |                               |
| Rússia                      | 5-3 | Costa Rica | Poliesportiu La Colonia Junín |
|                             |     |            | Poliesportiu La Colonia Junín |

| 3 de setembre de 2007 15:30 |     |            |                                         |
| Perú                        | 3-4 | Costa Rica | Poliesportiu Vicente Polimeni Las Heras |
|                             |     |            | Poliesportiu Vicente Polimeni Las Heras |

| 3 de setembre de 2007 15:30 |     |        |                                              |
| Bolívia                     | 4-3 | Rússia | Poliesportiu Hipólito Irigoyen Luján de Cuyo |
|                             |     |        | Poliesportiu Hipólito Irigoyen Luján de Cuyo |

## Fase final
|  | Quarts de final               | Quarts de final           |                            |      | Semifinals  | Semifinals  |  |  | Final                 | Final |
|  |                               |                           |                            |      |             |             |  |  |                       |       |
|  | 5 de setembre - Godoy Cruz    |                           |                            |      |             |             |  |  |                       |       |
|  |                               |                           |                            |      |             |             |  |  |                       |       |
|  | Argentina                     | 10                        |                            |      |             |             |  |  |                       |       |
|  | Argentina                     | 10                        | 7 de setembre - Godoy Cruz |      |             |             |  |  |                       |       |
|  | Equador                       | 2                         |                            |      |             |             |  |  |                       |       |
|  | Equador                       | 2                         | Argentina                  | 7    |             |             |  |  |                       |       |
|  | 5 de setembre - Luján de Cuyo |                           | Argentina                  | 7    |             |             |  |  |                       |       |
|  |                               | Colòmbia                  | 6                          |      |             |             |  |  |                       |       |
|  | Colòmbia                      | Colòmbia                  | 6                          | 4    |             |             |  |  |                       |       |
|  | Colòmbia                      |                           | 9 de setembre - Godoy Cruz | 4    |             |             |  |  |                       |       |
|  | Bolívia                       | 1                         |                            |      |             |             |  |  |                       |       |
|  | Bolívia                       | 1                         | Argentina                  | 0    |             |             |  |  |                       |       |
|  | 5 de setembre - Junín         |                           | Argentina                  | 0    |             |             |  |  |                       |       |
|  |                               | Paraguai                  | 1                          |      |             |             |  |  |                       |       |
|  | Paraguai                      | Paraguai                  | 1                          | 4    |             |             |  |  |                       |       |
|  | Paraguai                      | 7 de setembre - Las Heras |                            | 4    |             |             |  |  |                       |       |
|  | Bèlgica                       | 1                         |                            |      |             |             |  |  |                       |       |
|  | Bèlgica                       | 1                         | Paraguai                   | 4    | Tercer lloc | Tercer lloc |  |  |                       |       |
|  | 5 de setembre - Maipú         |                           | Paraguai                   | 4    | Tercer lloc | Tercer lloc |  |  |                       |       |
|  |                               | Perú                      | 2                          |      |             |             |  |  |                       |       |
|  | Perú                          | Perú                      | 2                          | 7    | Colòmbia    | 6           |  |  |                       |       |
|  | Perú                          |                           |                            | 7    | Colòmbia    | 6           |  |  |                       |       |
|  | República Txeca               | 5                         |                            | Perú | 4           |             |  |  |                       |       |
|  | República Txeca               | 5                         |                            |      | 4           |             |  |  |                       |       |
|  |                               |                           |                            |      |             |             |  |  | 9 de setembre - Junín |       |
|  |                               |                           |                            |      |             |             |  |  |                       |       |

Quarts de final
| 5 de setembre de 2007 21:30 |      |         |                                        |
| Argentina                   | 10-2 | Equador | Poliesportiu Andes Talleres Godoy Cruz |
|                             |      |         | Poliesportiu Andes Talleres Godoy Cruz |

| 5 de setembre de 2007 13:00 |     |         |                                              |
| Colòmbia                    | 4-1 | Bolívia | Poliesportiu Hipólito Irigoyen Luján de Cuyo |
|                             |     |         | Poliesportiu Hipólito Irigoyen Luján de Cuyo |

| 5 de setembre de 2007 20:00 |     |         |                               |
| Paraguai                    | 4-1 | Bèlgica | Poliesportiu La Colonia Junín |
|                             |     |         | Poliesportiu La Colonia Junín |

| 5 de setembre de 2007 14:30 |     |                        |                                     |
| Perú                        | 7-5 | República Txeca        | Poliesportiu Juan D. Ribosqui Maipú |
|                             |     | Goj (3) Stojaník Šnídl | Poliesportiu Juan D. Ribosqui Maipú |

Semifinals
| 7 de setembre de 2007 21:30                             |     |                                     |                                        |
| Argentina                                               | 7-6 | Colòmbia                            | Poliesportiu Andes Talleres Godoy Cruz |
| Núñez (2) Figueroa (2) Femenía Mescolatti Santofino(pp) |     | Pinilla(2) Celis(2) Hernández Parra | Poliesportiu Andes Talleres Godoy Cruz |

| 7 de setembre de 2007 14:30    |     |                 |                                         |
| Paraguai                       | 4-2 | Perú            | Poliesportiu Vicente Polimeni Las Heras |
| Zorrilla (2) Santander Delgado |     | Hernández Anaya | Poliesportiu Vicente Polimeni Las Heras |

Tercer lloc
| 8 de setembre de 2007 19:30 |     |                                           |                               |
| Perú                        | 4-6 | Colòmbia                                  | Poliesportiu La Colonia Junín |
| Hernández (2) García Amaya  |     | Céliz (2) Pinilla (2) Rodríguez Hernández | Poliesportiu La Colonia Junín |

Final
| 9 de setembre de 2007 19:00 |     |          |                                        |
| Argentina                   | 0-1 | Paraguai | Poliesportiu Andes Talleres Godoy Cruz |
|                             |     | Núñez    | Poliesportiu Andes Talleres Godoy Cruz |

| Paraguai        |
| Campió PARAGUAI |

## Classificació final
| Equip | Equip           |
| ----- | --------------- |
| 1     | Paraguai        |
| 2     | Argentina       |
| 3     | Colòmbia        |
| 4     | Perú            |
| 5     | República Txeca |
| 6     | Bèlgica         |
| 7     | Equador         |
| 8     | Bolívia         |
| 9     | Rússia          |
| 10    | Costa Rica      |
| 11    | Uruguai         |
| 12    | Canadà          |
| 13    | Catalunya       |
| 14    | Xile            |
| 15    | Noruega         |
| 15    | Veneçuela       |